# Deutsches Zollmuseum

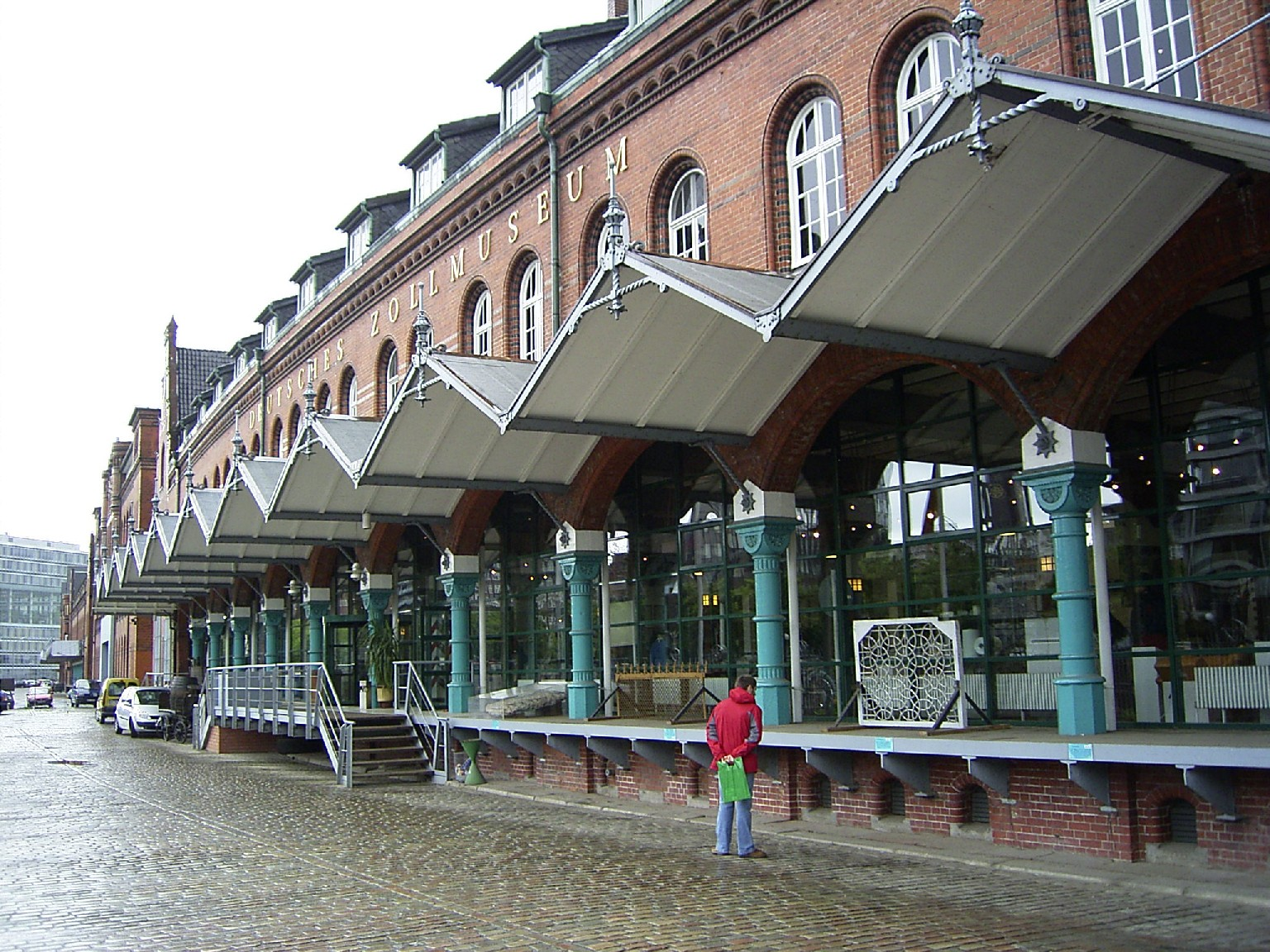
Vstup do budovy muzea

Deutsches Zollmuseum (česky Německé celní muzeum) je německé muzeum celní historie sídlící ve svobodném a hanzovním městě Hamburku. Muzeum bylo v roce 1992 otevřeno v budově bývalého celního úřadu Kornhausbrücke, která stojí v historické části města nazývané Speicherstadt (česky Město skladů). Stalo se nástupcem berlínského muzea Reichszollmuseum (česky Říšské celní muzeum), zničeného za druhé světové války. Německé celní muzeum je vybaveno exponáty pocházejícími mimo jiné z celního muzea bývalého Celního kriminálního institutu (dnes Zollkriminalamt) v Kolíně nad Rýnem, které po předání exponátů německému celnímu muzeu ukončilo činnost.

## Sbírky a expozice
Muzeum vystavuje na ploše 800 metrů čtverečních přibližně 1000 předmětů. Za zakladatele muzea je považován bývalý celník Werner Fox († 22. leden 2016), který také publikoval o historii celní služby na vodních tocích a vodních plochách. Muzeum bylo otevřeno v roce 1992; v letech 2006-2008 prošla expozice modernizací. Muzeum ročně navštíví okolo 100 000 lidí, přičemž v roce 2017 přivítalo 2 000 000 návštěvníka, přesněji řečeno návštěvnici.
Knihovna muzea obsahuje více než 6000 knih s celní tematikou od antiky až po současnost, což je nejrozsáhlejší sbírka v Německu.

### Budova muzea a venkovní prostory
Budova celního muzea byla postavena v roce 1900. Nachází se v ulici Alter Wandrahm 16 na břehu Zollkanalu (česky Celní (plavební) kanál), hned vedle mostu Kornhausbrücke, který kanál přemosťuje. Do roku 1984 byla budova využívána k celnímu odbavení dovážených koberců.

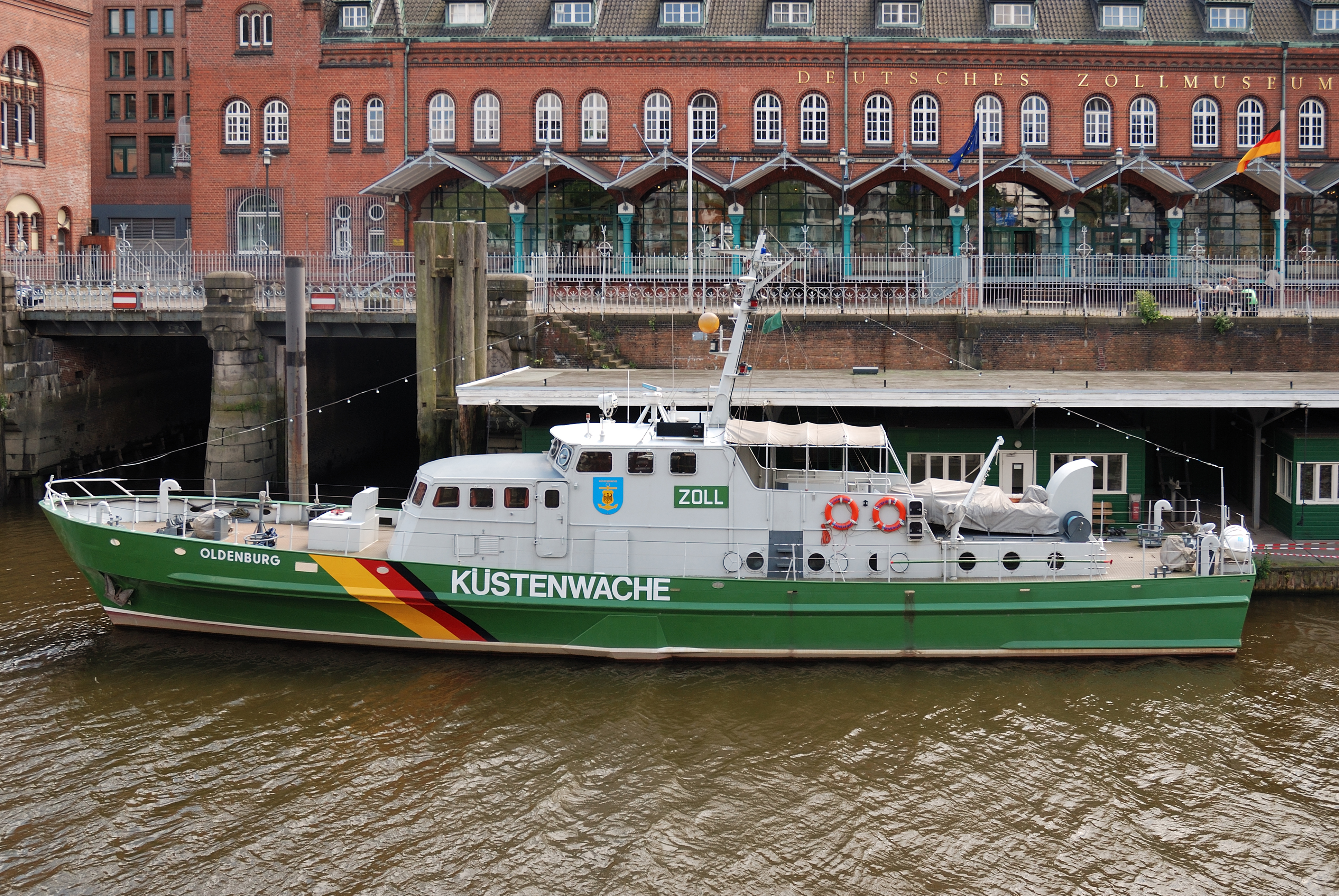
Aktuálně vystavená loď Oldenburg

Před muzeem je na hladině vodního kanálu plovoucí molo s odbavovací budovou bývalého celního úřadu. U mola byl až do svého vyřazení v roce 2005 zakotven jako exponát křižník celní správy Glückstadt. V roce 2005 ho nahradil současný exponát, loď Oldenburg. Jedná se o plavidlo z roku 1977, hliníkové konstrukce, celkové délky cca 28,07 metrů a šířky 4,83 metrů, s dlouhodobým výkonem 2 x 815 HP při 2260 ot/min a maximální rychlostí 43 km/h.

### Přízemí muzea – celnictví dnes
Přízemí je věnováno celní problematice dneška. Expozice se věnuje Evropské unii bez hranic, sociální spravedlnosti, světovému obchodu, ochraně práv duševního vlastnictví, ochraně rostlin a živočichů, problematice drog a zbraní, spotřebních daní nebo představuje například zabavené zboží a pašerácké úkryty. Vystavovány jsou také exponáty, jako jsou staré uniformy nebo technické pomůcky pocházející ze soukromých sbírek celníků.

### Horní patro – celnictví v minulosti
Horní patro výstavní budovy je věnováno celnictví v minulosti, a to od dob římských provincií až do doby Spolkové celní správy a Celní správy DDR. Historii německého celnictví ilustrují exponáty z různých období, středověku, německých malých států, německého celního spolku a německého císařství od roku 1871, Výmarské republiky, třetí říše a německého rozdělení.